# Fredesvinda García
Fredesvinda García Valdés, hay được biết đến dưới tên Freddy(sinh năn 1935 tại Camagüey – mấy ngày 31 tháng 7 năm 1961 tại San Juan, Puerto Rico) là nữ ca sĩ người Cuba.

## Tiểu sử
Bà sinh ra ở Céspedes, một ngôi làng nhỏ thuộc tỉnh Camagüey, Cuba, xuất thân từ một gia đình nông dân nghèo. Cô hát A cappella trong các câu lạc bộ ở Havana và chỉ thu âm duy nhất một album trước khi cô đời vì trụy tim. Cô theo dòng nhạc bolero và cancione.
Năm 12 tuổi, Freddy chuyển đến Havana và làm đầu bếp cho gia đình Bengochea (Arturo Bengochea là chủ tịch Liên đoàn bóng đá chuyên nghiệp Cuba). Bà tham gia hát đêm tại quán Bar Celeste trên phố Humboldt và Infanta, là nơi gặp gỡ của các nghệ sĩ. Giám đốc của sòng bạc Hotel Capri phát hiện ra tài năng của bà và đưa ra hợp đồng. Tại Cabaret Capri, bà phối hợp với Rafael Somavilla trình diễn bài Piminta y Sal với các ca sĩ, vũ công và nhóm tứ tấu do nghệ sĩ piano Carlos Faxas dẫn đầu. Freddy xuất hiện trong nhiều chương trình truyền hình quan trọng. Chương trình mà bà nhớ rõ mang tên Jueves de Partagas (1959). Trong chương trình này, bà xuất hiện cùng Benny Moré và Celia Cruz.
Freddy tới Venezuela, México cùng với công ty do vũ công và biên đạo múa Roderyco Neyra (Rodney) lãnh đạo. Họ cũng đi đến Miami và sau đó đến Puerto Rico. Bà nhận được nhiều hợp đồng và thậm chí còn được giới thiệu làm tại San Juan TV.

## Danh sách đĩa hát
Album duy nhất của cô được biết đến với tên La voz del sentimento hoặc Ella cantaba boleros. Humberto Suarez sắp xếp âm nhạc và chỉ huy dàn nhạc.
- " El hombre que yo amo " ("Người đàn ông tôi yêu"), bởi George Gershwin - "Tengo," của Marta Valdes (de)
- "La cita" của Gabriel Ruiz (nhà soạn nhạc) - "Noche y Dia " ("Đêm và ngày"), bởi Cole Porter
- "Vivamos hoy," của Wilfredo Riquelme - "Freddy" của Ela O'Farril (được viết riêng cho cô ấy)
- "Noche de ronda," của Agustín Lara - "Tengo que decirte," của Rafael Pedraza
- "Debi Llorar," của Piloto y Vera - "Sombras y mas sombras," của Humberto Suarez
- "Gracias mi amor" của Jesus Faneity - " Bésame Manyo," của Consuelo Velázquez
ASIN: B000009RPF (Ella Cantaba Boleros) ASIN: B00008EPKE (La Voz Del Sentimento)
Nghe trích đoạn ghi âm Lưu trữ ngày 8 tháng 9 năm 2007 tại Wayback Machine.